# アメリカオニアザミ
アメリカオニアザミ（学名: Cirsium vulgare）はキク科アザミ属の多年草。日本には本来分布していない外来種。和名に「アメリカ」とあるがヨーロッパ原産のアザミであり、誤解をさけるためセイヨウオニアザミと呼ばれることがある。中国名は、翼薊。

## 分布
ヨーロッパ原産で、日本には、北海道、本州、四国に移入分布する。北アメリカ、アフリカ南部、オーストラリアでも外来種として定着している。

## 特徴

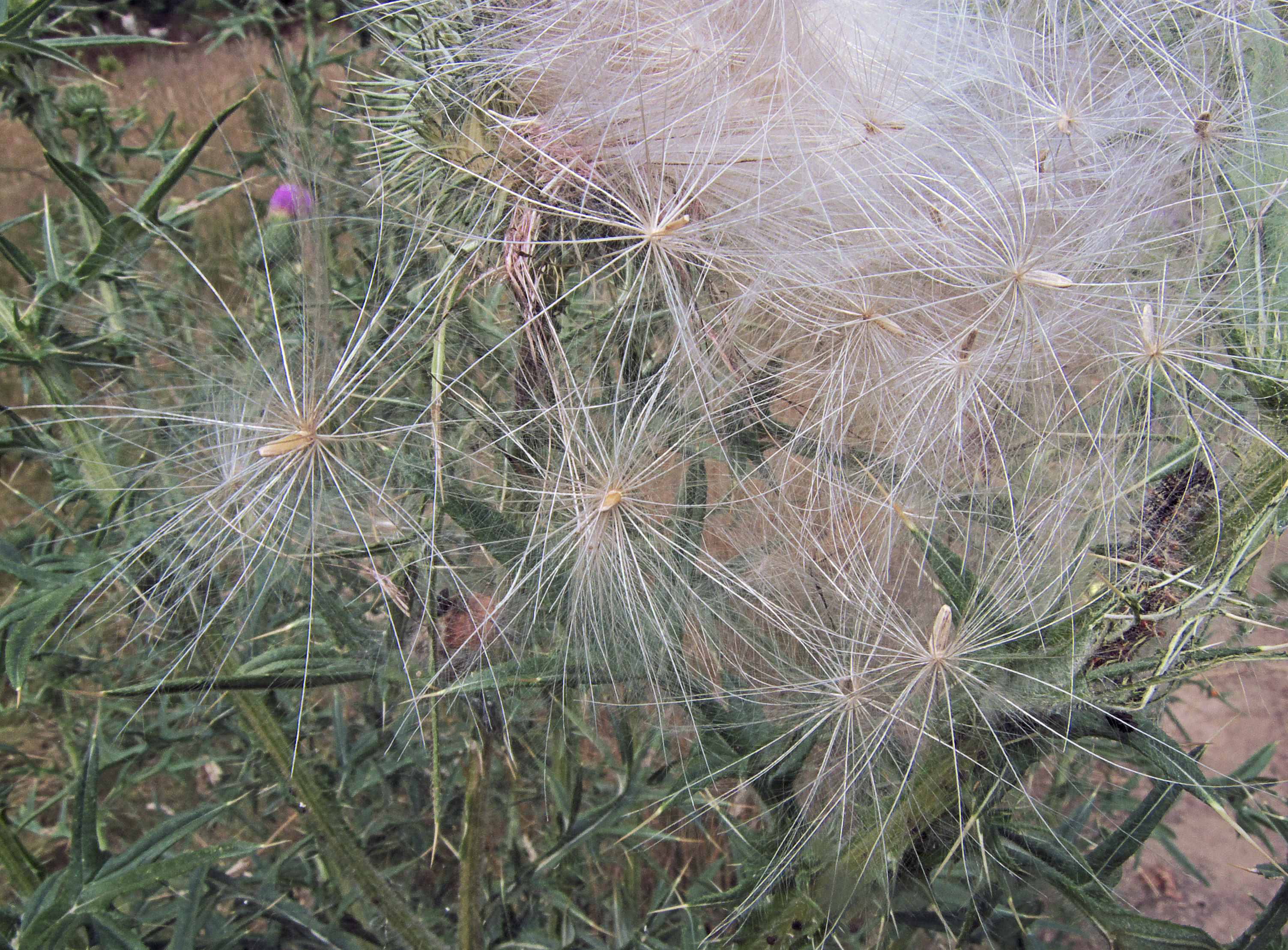
種子

二年草。根生葉は羽状に深く裂けて、大きなロゼットをつくる。茎はロゼットの中央から立ち上がり、高さは50 - 100センチメートル (cm) ほどになるが、大きいものは200 cmにもなる。茎全体に鋭いトゲを持った翼がある。茎上の葉も羽状に深く裂けて、裂片の先や縁にトゲがある。葉の表面は緑色で硬い短毛があり、下面は綿毛が多く白色をしている。
花期は7 - 10月頃。両生花で、枝上に紅紫色の頭状花を1 - 3個咲かせる。総苞は幅2 - 4 cmの長卵形で、線形の総苞片の先端には鋭い棘がある。花冠の長さは3 - 4 cm、冠毛は白色で羽状に分枝する。花床には長さ1 - 2 cmの白い剛毛状の鱗片がある。果実（痩果）は長さ3ミリメートル (mm) の灰白色で、冠毛は脱落しやすい。種子はタンポポのように綿毛で風に乗って拡散する。

## 外来種問題
日本へは北アメリカから輸入された穀物や牧草に混入して持ち込まれた。はじめ「ヒレアザミ」の名で1960年代に北海道で初めて確認され、本州や四国でも定着しているが、特に北海道に多い。
利尻島や世界遺産の知床国立公園などの自然度の高い地域に侵入し、在来種と競争し駆逐している。ニホンジカはアメリカオニアザミを食べないため、シカの多い地域（知床など）では本種が増えている。また、牛などの家畜も本種を食べることはなく、酪農地帯では放牧地の害草として知られている。
外来生物法により、生態系被害防止外来種に指定されている。棘を有するため、抜き取って駆除するのは大変である。

### 文化
アザミ（アメリカオニアザミとされる）は、スコットランドの国花である。